# Clemens Ernest Alexander van Hövell van Westervlier en Weezeveld
Clemens Ernest Alexander baron van Hövell van Westervlier en Wezeveld, heer van Asten en Ommel (Joppe, 23 april 1878 - Roermond, 14 mei 1956) was een Nederlands jurist. Hij was een zoon van Fransiscus Ernst Alexander van Hövell van Westervlier, heer van 't Joppe, en jkvr. Rafaëla Maria Boreel de Mauregnault, vrouwe van Asten en Ommel. In 1917 werd hij, samen met zijn broer Alexander Eduard Hubert van Hövell tot Westerflier, kasteelheer van Asten. Alexander Eduard stierf in 1949.
In 1919 werd hij benoemd tot lid van de rechtbank Roermond.

## Jachtrecht
In deze tijd hadden de meeste heerlijke rechten al lang opgehouden te bestaan, maar het jachtrecht bleef gehandhaafd. Dit betrof een gebied van 7000 ha, waardoor oogsten nogal eens schade opliepen. De boeren daarentegen was het ten strengste verboden om te jagen. Er werden jachtpartijen gehouden en men liet zich trots fotograferen met de omvangrijke buit. Niet alleen Clemens Ernest was een liefhebber van dit soort bezigheden, maar hij kon ook delen van het kasteel verhuren aan anderen met eenzelfde liefhebberij. De Astenaren probeerden daarop om de heren onder gebruikmaking van de meest minderwaardige middelen van hunne rechten te berooven. De boeren wilden kunnen jagen op de schadelijk geachte dieren, waaronder de fazanten een vooraanstaande plaats innamen, en ze hadden in zekere zin de overheden achter zich, die voedselschaarste vreesden. Zelfs de Tweede Kamer en de commissaris van de Koningin kwamen eraan te pas, waarbij in 1917 de baron gesommeerd werd om het schadelijk wild te bestrijden. Overigens werden in dit verband ook grote aantallen korhoenders genoemd, een soort die tegenwoordig vrijwel uitgestorven is.
In 1918 lokte de gemeente een proefproces uit een jachtvergunningen aan een burger te verlenen. Landelijk kwam een discussie over de wijziging van de Jachtwet uit 1814 op gang, en in 1923 werd het jachtrecht toegekend aan de grondeigenaar. Tien jaar nadien, in 1933, werd een afkoopregeling toegekend door de Jachtcommissie, en daarmee kwam een einde aan het jachtrecht van de kasteelheren.

## Kasteel
Het Kasteel Asten verkeerde in vervallen staat, maar Clemens Ernest wilde er na zijn pensioen komen wonen, waartoe het hersteld diende te worden. In 1935 gaf hij de opdracht daartoe aan het architectenbureau van Lambert de Vries te Helmond. De restauratie vorderde gestaag en omvatte zowel het gebouw als het interieur ervan. Het kasteel was dus weer bewoonbaar, maar de restauratie stopte in 1941, ten gevolge van beperkte grondstofleverantie. In hetzelfde jaar ging dochter Elisabeth Ernestine Marie van Hövell van Westervlier en Weezeveld met haar man Alexander van der Heijden van Doornenburg er wonen.
Op 22 september 1944 kwam het Britse leger Asten bevrijden, maar het kasteel lag in de vuurlinie, waarbij de bewoners moesten vluchten. Doch na de bevrijding, die op 24 september plaatsvond, waren er nog nazi-patrouilles en die hebben het kasteel op 5 oktober met fosforgranaten in brand geschoten. Hierdoor was het kasteel opnieuw verwoest en ook de inventaris van historische voorwerpen ging verloren. Clemens Ernest werd oud en Clemens Frans was niet bemiddeld genoeg om het kasteel te herstellen.
In 1956 stierf Clemens Ernest en kwam het bezit aan zijn zoon Clemens Frans Marie van Hövell van Westervlier en Weezeveld.

## Gezin
Clemens trouwde met jkvr. Paulina van der Does de Willebois en zij kregen vijf kinderen, onder wie:
- Clemens Frans Marie van Hövell tot Westervlier en Wezeveld (1910-1981)
- Elisabeth Ernestine Marie van Hövell van Westervlier en Weezeveld (1914-1999), in 1939 gehuwd met Alexander van der Heijden van Doornenburg